# گری جیرکرس
گری جیرکرس (هلندی: Gerrie Deijkers; ۱۳ نوامبر ۱۹۴۶ – ۲۹ اکتبر ۲۰۰۳) بازیکن فوتبال اهل هلند بود.

## باشگاهی
از باشگاه‌هایی که در آن بازی کرده‌است می‌توان به باشگاه فوتبال دی گرافشاپ، باشگاه فوتبال پی‌اس‌وی آیندهوون، و باشگاه فوتبال ویتس‌آرنهم اشاره کرد.